# Передньоспинка
Передньоспинка (лат. pronotum, проно́тум) — верхня частина твердого кільця (тергіта), яке охоплює перший членик грудей комах.

## Будова

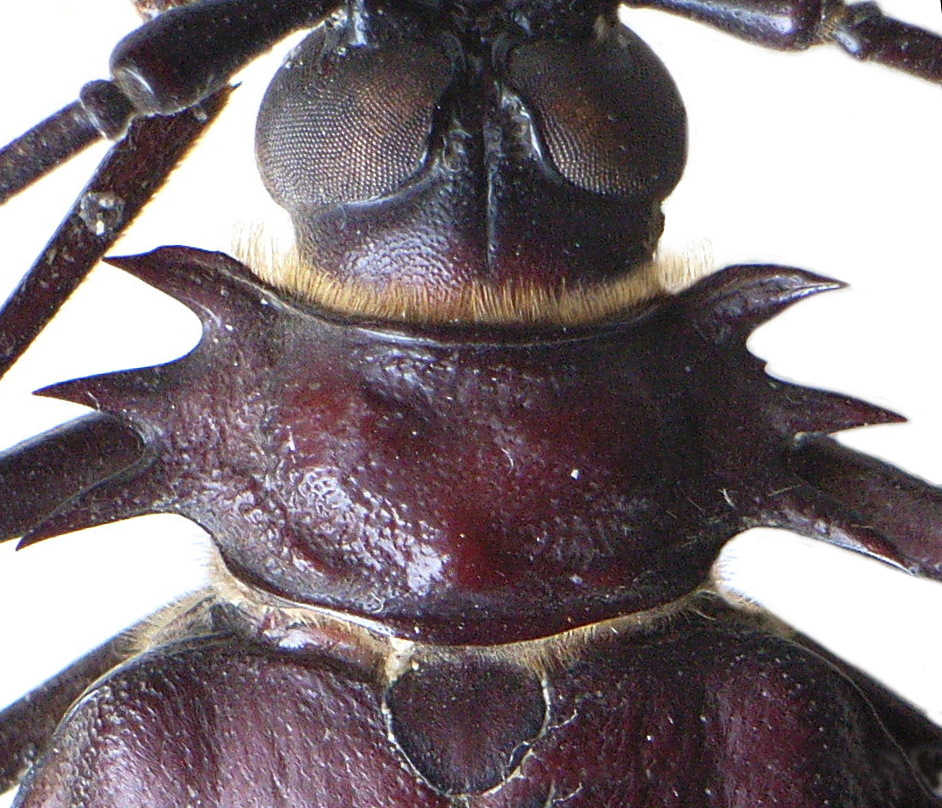
Передньоспинка жука-вусача з роду Derobrachus має великі й загострені бічні вирости

Попереду передньоспинки розташована голова, позаду — середньоспинка, до якої прикріплена передня пара крил (у жуків — надкрила). З обох боків передньоспинка переходить у бічні частини кільця — плейрити. Інколи голова може сильно втягуватись у переднє кільце, і тоді передньоспинка прикриває зверху її більшу частину (вусач-коренеїд хрестоносець).
Передньоспинка може мати різний колір, малюнок і форму. Ентомологи розрізняють передньоспинку поперечну (коли її ширина більша, ніж довжина), квадратну і поздовжню (довжина більша, ніж ширина).

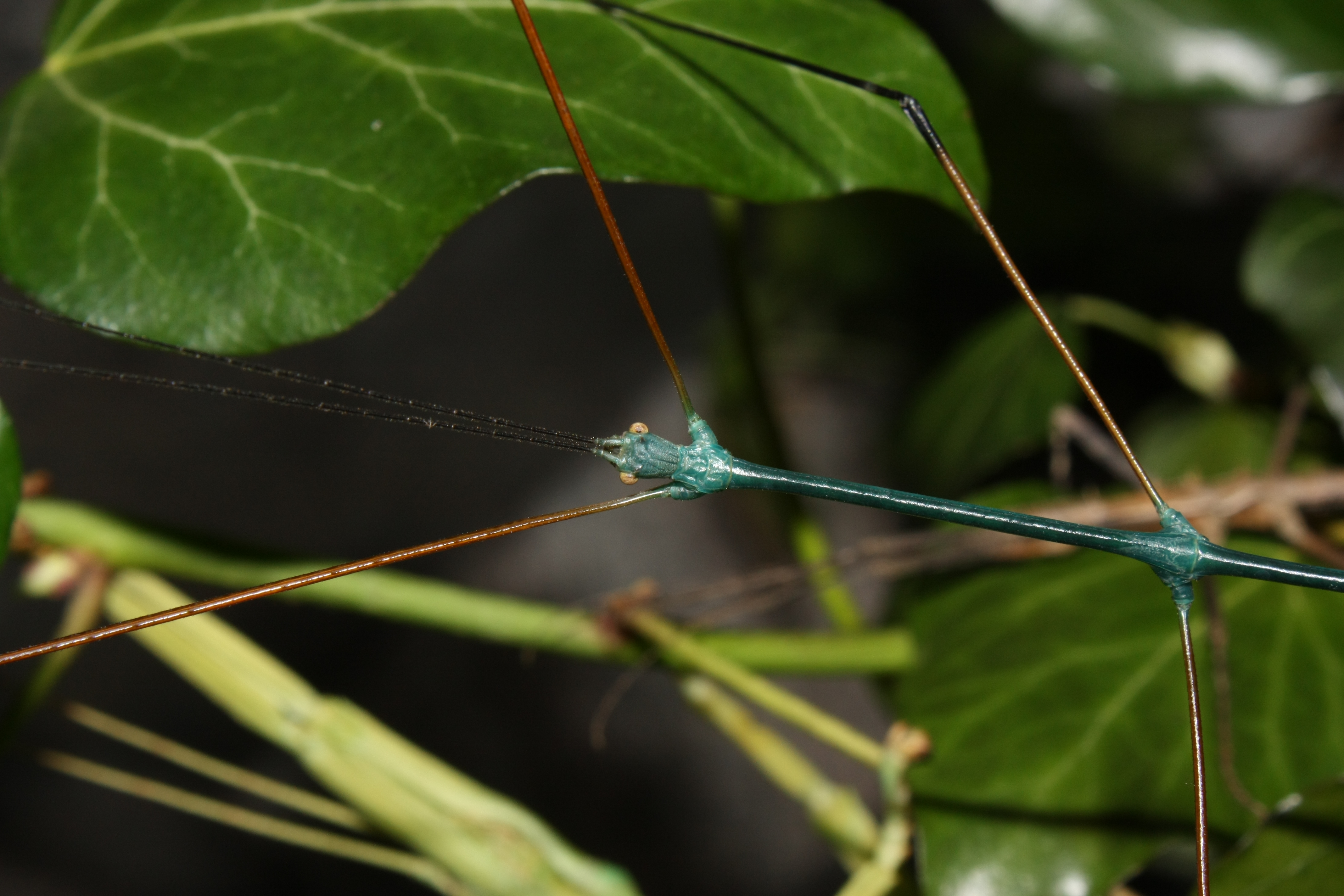
У паличників передньоспинка може бути довжелезною і складати третину загальної довжини тіла. На фото паличник Ramulus nematodes Blue

Передньоспинка може бути гладенькою, але у багатьох груп і видів вона має вирости (наприклад, у пластинчастовусих), горб або гострий шип (церамбіціни), певну скульптуру — бугорці, килі, опуклості або ум'ятини; вкрита зморшками, зернятками, заглибленими цяточками, щетинками тощо. Цей мікрорельєф часто-густо є стабільною спадковою ознакою і тому дозволяє розрізняти таксони.
До передньоспинки не прикріплені ані ноги або інші кінцівки, ані крила. У ході ембріогенезу комах з родини горбаток (ряд Рівнокрилі) крилові зачатки закладаються, але їх розвиток блокується генетично (див. нижче).

## Функції
- Передньоспинка є частиною зовнішнього скелету комах і як така захищає життєво важливі внутрішні органи.

- Вирости та інші особливості будови передньоспинки у деяких видів є вторинними статевими ознаками і відіграють певну роль у зустрічі статей, міжвидовій ізоляції і статевому доборі.

- У тропічних жуків коваликів з роду Pyrophorus  зверху на передньоспинці є пара невеличких світлових органів[4]. Певна «мова» світлових сигналів вночі допомагає самцю й самиці знайти одне одного і запобігає міжвидовому схрещуванню.

- Чудернацькі вирости передньоспинки горбаток вважають камуфляжними адаптаціями, що захищають від ворогів. Крім того, у деяких видів ці вирости з'єднані з передньоспинкою чимось на зразок суглоба. Коли хижак хапає вирост, той легко відламується у місці з'єднання, а горбатка стрибає і таким чином рятується (автотомія). Ці вирости мільйони років тому виникли як зачатки пари крил, але згодом виникли гени, які заблокували їх перетворення на справжні крила[5][6].